# Phoenicoprocta rubriventer
Phoenicoprocta rubriventer là một loài bướm đêm thuộc phân họ Arctiinae, họ Erebidae.